# Arnstadt
Arnstadt est le chef-lieu de l'arrondissement d'Ilm en Thuringe (Allemagne) et est surnommée « la porte de la forêt de Thuringe » (Das Tor zum Thüringer Wald). La ville est également connue sous le nom de Bachstadt Arnstad, comme cinq autres villes de Thuringe.
La ville, fondée dès le VIIIe siècle, est surtout connue pour le séjour qu'y fit Jean-Sébastien Bach de 1703 à 1707 en tant qu'organiste de l'église paroissiale qui porte aujourd'hui son nom. Le musée historique de la ville regroupe, entre autres, des souvenirs du compositeur.

## Histoire
| Appartenances historiques Comté de Schwarzbourg 1302–1599 Comté de Schwarzbourg-Sondershausen 1599–1697 Principauté de Schwarzbourg-Sondershausen 1697–1918 République de Weimar 1918–1933 Reich allemand 1933–1945 Allemagne occupée 1945–1949 République démocratique allemande 1949–1990 Allemagne 1990–présent |

## Politique
Le conseil municipal d'Arnstadt est composé (depuis 2004) comme suit :
- PDS : 9 sièges
- CDU : 7 sièges
- ProA: 6 sièges
- SPD : 4 sièges
- Bürgerforum Arnstadt - BFA: 2 sièges
- FDP : 2 sièges

## Sport
- Meeting d'Arnstadt, compétition de saut en hauteur ayant eu lieu de 1977 à 2014.

## Personnes célèbres
- La famille du compositeur Jean-Sébastien Bach a vécu à Arnstadt pendant des générations.

- L’écrivaine E. Marlitt y est née et morte
- L’écrivain Wilhelm Heinse a fréquenté le lycée à Arnstadt.
- Le cycliste Marcel Kittel, y est né.
- La chercheuse Peggy Piesche, y est née.

## Jumelages
- Cassel (Allemagne) depuis 1989
- Dubí (Tchéquie)
- Gurk (Autriche)
- Le Bouscat (France) depuis 1994[2]

## Divers

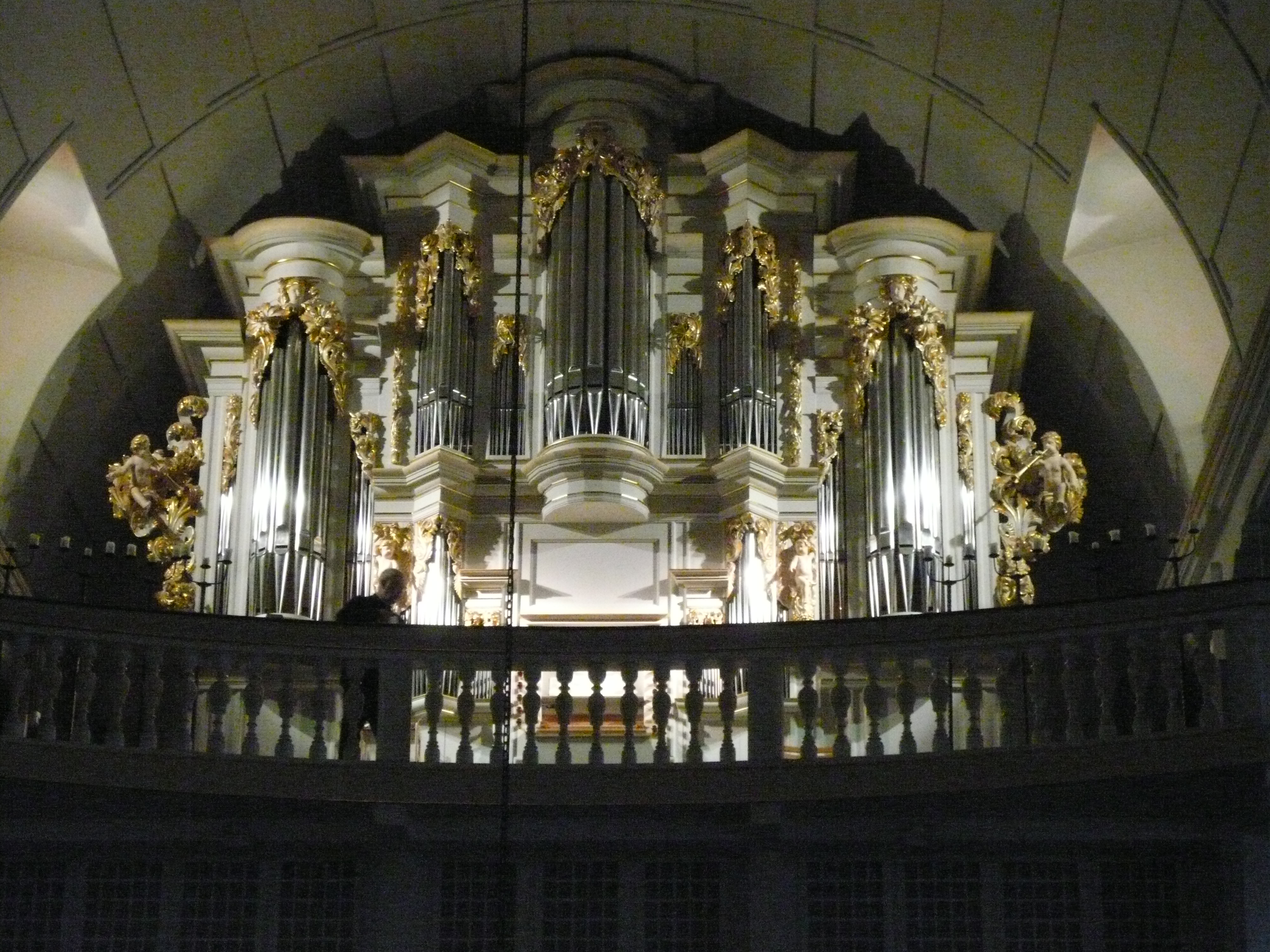
L'orgue d'Arnstadt.

L'orgue d'Arnstadt a inspiré l'orgue construit à Pontaumur (Puy-de-Dôme) au début des années 2000 en liaison avec le développement du Festival Bach en Combrailles.
- Abbaye Sainte-Walburge d'Arnstadt